# 湯の児温泉
湯の児温泉（ゆのこおんせん）は、熊本県水俣市（旧国肥後国）にある温泉。湯の鶴温泉に対し、海の温泉と呼ばれている。

## 泉質
- 含食塩重曹泉

## 温泉街

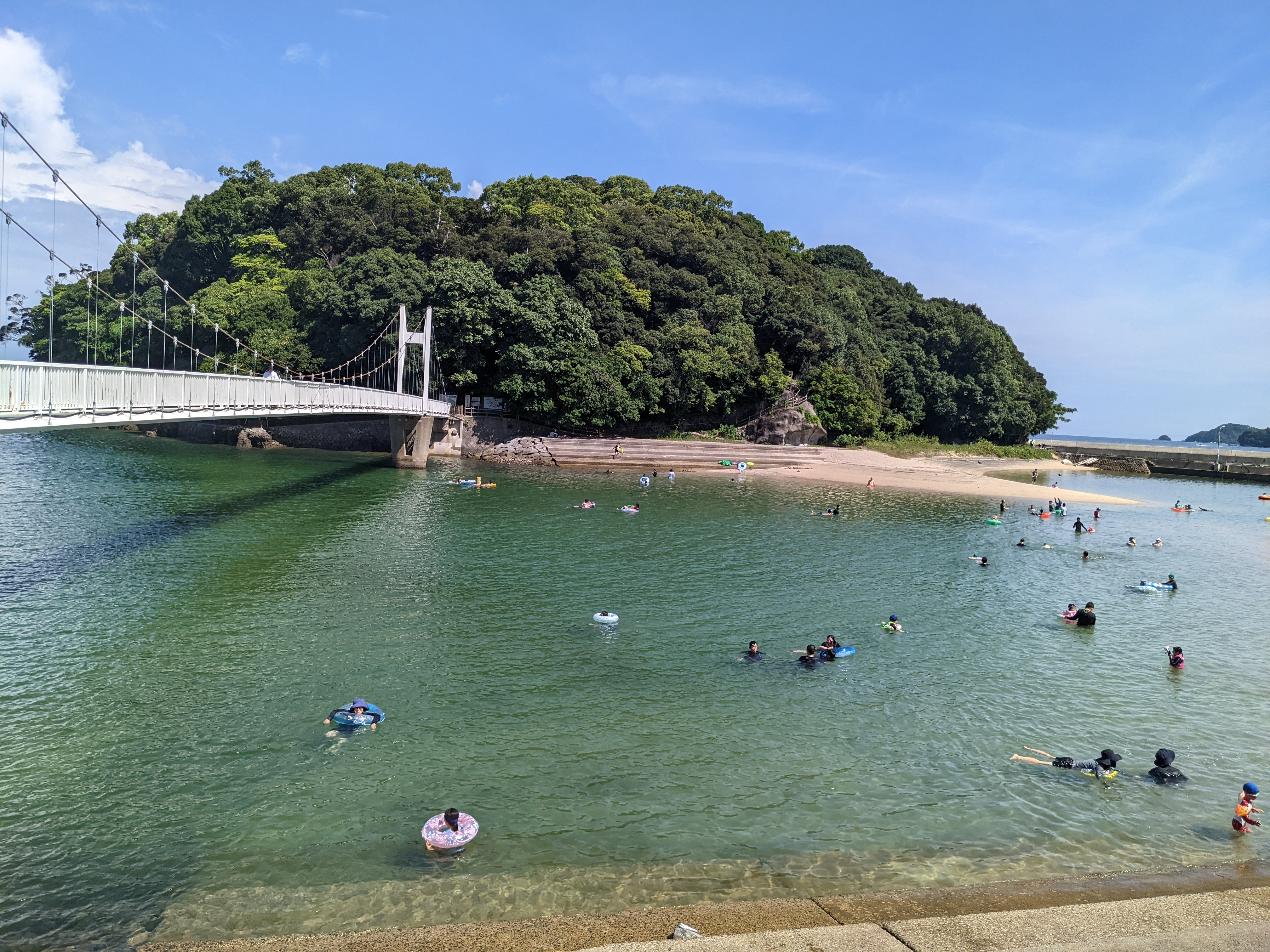
湯の児海水浴場

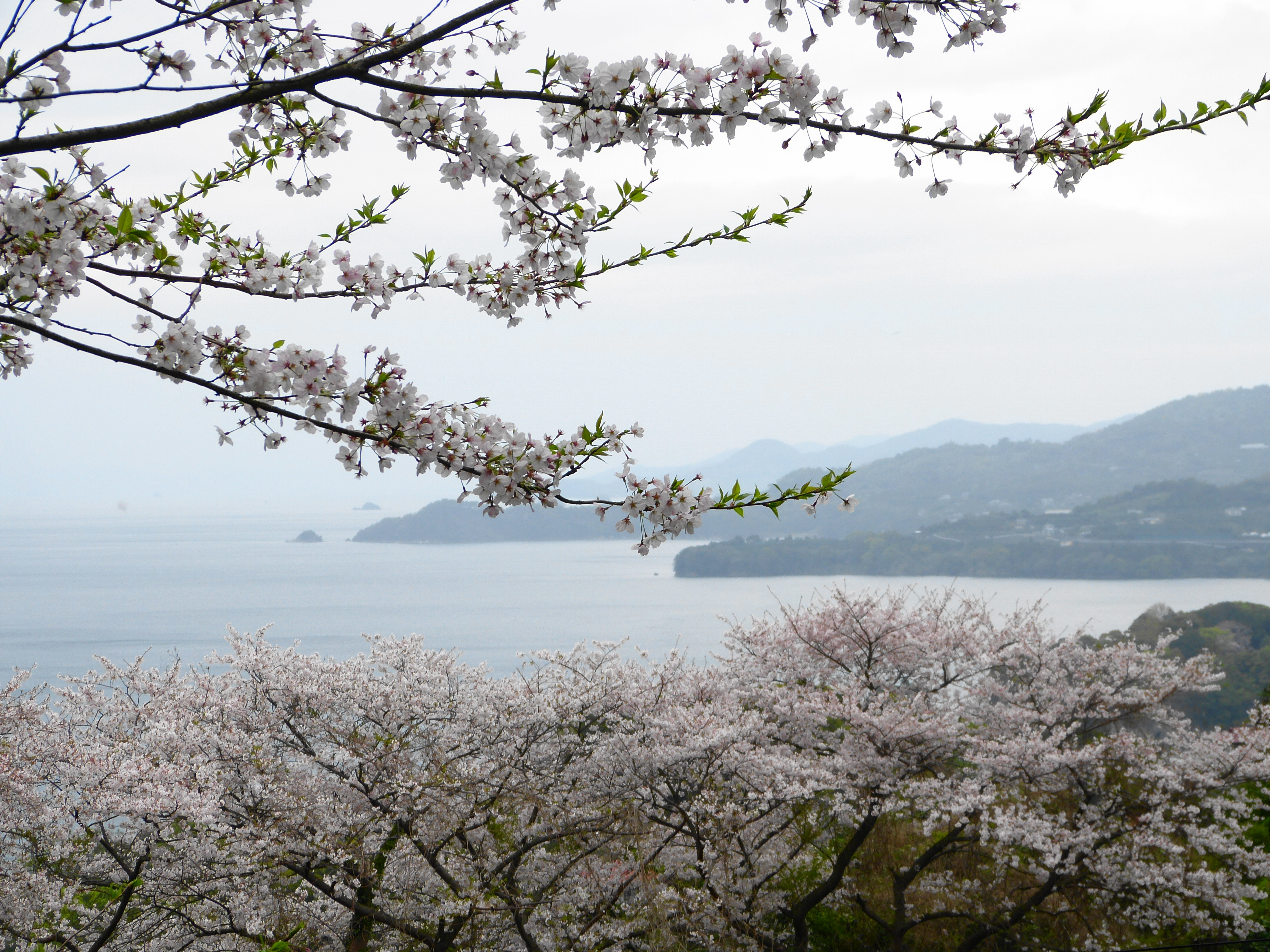
チェリーライン

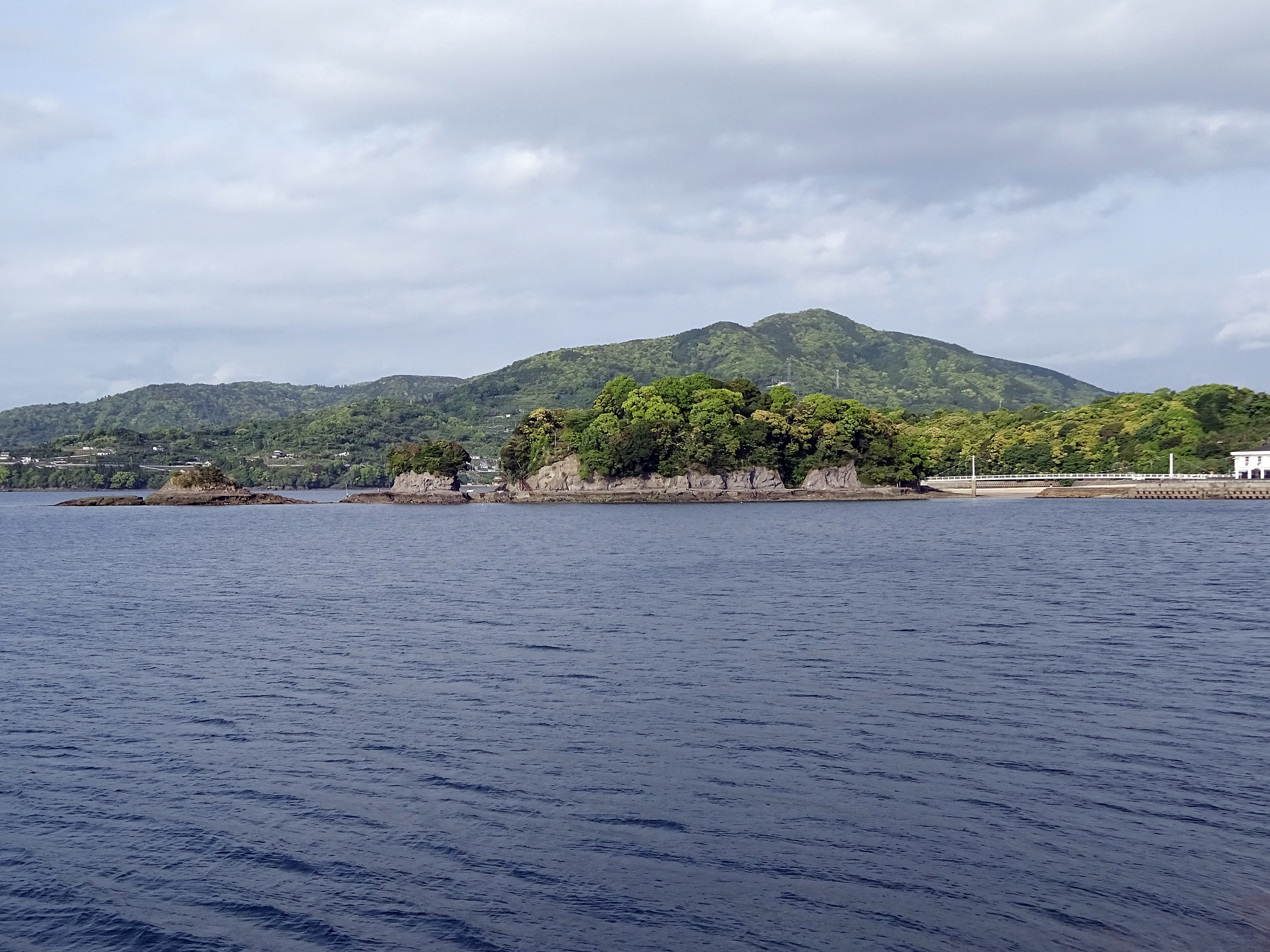
湯の児島全体

水俣市街地から北西、八代海の海岸線沿いにホテル、旅館が林立している。レジャー指向で、夏は海水浴客が多い。タチウオが名物であり、タチウオ釣りも行われている。
温泉の近くには福田農園を中心とした果樹園も多く、こちらを訪れる観光客も多い。
湯の児温泉付近には約5kmの桜並木がある「湯の児チェリーライン（湯の児海岸道路）」が通っており、毎年春に温泉を訪れる旅客を楽しませてくれる。この桜並木は湯の児温泉の名所の一つで「日本さくら名所100選」にも選ばれている。

### 主なホテル・旅館・施設
- 海と夕焼け
- 昇陽館
- 魚がうまい宿　齊藤旅館
- 温泉いわさき
- 平野屋旅館
- 松原荘
- 湯の児荘
- 白梅湯裸楽
- 湯の児スペイン村 福田農園

かつては湯の児温泉でトップクラスの規模を誇った温泉旅館「大洞窟温泉 山海館」があり、洞窟風呂やオーシャンビューの露天風呂で有名であったが、経営破綻により2015年4月15日に全事業を停止し、4月17日に熊本地方裁判所八代支部に自己破産を申請して倒産・閉館した。

## 歴史
古くから温泉が湧いていたといわれ、景行天皇の熊襲征討の際、発見したと伝えられる。その湯が温かったことから、湯の子供という意味で湯の児と名付けたという。本格的に開発されたのは1925年（大正14年）で、ボーリングに成功し、豊富な湯量を得てから規模が大きくなった。
2025年（令和7年）に開湯100周年を迎えた。

### 旅館破壊事件
1987年1月、新日本プロレスのレスラーが九州巡業の折、湯の児温泉に存在した旅館に宿泊。旅館では宴会が開かれたが、酒が入る中でレスラー同士が乱闘となり、後日、話に尾ひれがついて広まり、旅館が破壊尽くされ廃業に追い込まれたという「旅館破壊事件」として知られることとなった。実際には関係者が話を面白おかしく誇張しており、前述通り乱闘はあったが破壊は行われていない。事件の舞台となった旅館は、その後も20年近く営業を続けた後、老朽化などを理由に廃業している。

## アクセス
- 肥薩おれんじ鉄道線水俣駅よりみなくるバス（青色）に乗り換え「湯の児」下車
- 南九州自動車道水俣インターチェンジより5.8㎞。